# 誘電分極

誘電分極を利用するコンデンサの模式図

誘電分極（ゆうでんぶんきょく、dielectric polarization）とは、誘電体（絶縁体）に外部電場をかけたときに、その誘電体が電気的に分極する現象のこと。電気分極 (electric polarization) とも言われる。
電場によって微視的な電気双極子が整列することで引き起こされる。正負の電荷の組が無数に並んでいる状態であるため、内部にも電位差が生じている。よく似た現象に静電誘導があり、こちらは導体の場合に起きる現象である。
自由電子のない不導体では電荷が移動できないため、その表面に電荷が生じるなど有り得ない現象のようにも思えるが、実際には分子自体が電荷の偏りをもっていて（極性分子）これが整列したり、あるいは分子内の中の電子がプラス側に偏るため、引き起こされる。

## 誘電分極の定量的な取扱い
誘電分極の度合いを表す量として(誘電)分極モーメント(或いは単に(誘電)分極) P (単位：C/m2) がある。

### 巨視的な定義
誘電分極 P の定義は
{\displaystyle {\boldsymbol {P}}={\boldsymbol {D}}-\varepsilon _{0}{\boldsymbol {E}}}
である。D は電束密度、E は電場の強さ、ε0は電気定数である。
第2項は誘電体などが無い真空であったと仮定した際の電束密度である。即ち、誘電分極 P は誘電体の存在によって生じる電束密度の真空からのずれを表している。

### 微視的な定義
電気双極子モーメント {\displaystyle {\boldsymbol {p}}_{i}} が 体積 {\displaystyle \Delta V} 中に存在するとき、誘電分極 {\displaystyle {\boldsymbol {P}}} は、
{\displaystyle {\boldsymbol {P}}={\frac {\sum _{i}{\boldsymbol {p}}_{i}}{\Delta V}}}
となる。

### 同一方向の双極子モーメントが作り出す誘電分極
全て同じ方向と大きさ p を持つ n個の 電気双極子モーメント が作り出す 誘電分極 P の大きさは
{\displaystyle P=np=nq\delta =\rho \delta }
で表され、ベクトル P の方向は、負電荷側から正電荷側となる。
ここで、 q は各電気双極子モーメントの片端にある電荷量 、
δ は 正負電荷 (+q および −q) 間の距離、 ρ は 分極電荷密度 である。

## 電子、イオン、分子、電荷における分極
誘電性の源は誘電体内部に電気双極子が生じることである。これを誘電分極と呼び、電子分極、イオン分極、配向分極、空間電荷分極に分類される。

### 電子分極

電子分極

誘電体内部では電子は自由に動くことができない。このような誘電体に外から電界を与えると誘電体中の原子（あるいは分子）はプラスの電荷に偏った部分と、マイナスの電荷に偏った部分に分かれる。これを電子分極と呼ぶ。

### イオン分極
NaClのようなイオン結晶の場合、外から電界を与えるとNa+とCl−が相対的に変位して双極子が発生する。これはイオン分極や原子分極と呼ばれる。

### 配向分極・空間電荷分極
配向分極は誘電体を構成する分子が極性を持っている場合に考えられる。
電界がかかっていない場合、分子はランダムな方向を向いているため全体としては電気双極子を持たないが、電界を与えると分子が配向するために双極子が生じる。配向分極では一般に双極子モーメントが電子分極やイオン分極よりも大きい。さらに電界を充分に長時間かけていると電荷単体が誘電体の中を移動して双極子を生じる。これを空間電荷分極と呼ぶ。

## 自発分極
強誘電体や焦電体と呼ばれる特定の誘電体の内部では、外部から電界がかけられなくても、分極した原子や分子が全てランダムな方向を向いているのではなく、プラスの電荷の部分とマイナスの電荷の部分が互いに引きつけ合うために整然と並んである程度の大きさの分極した区域を作り、それぞれの分極区域同士がランダムな方向を向いている、という構成をしている。これによってエネルギーを最小化して安定している。こういった分極区域は自発分極（spontaneous polarization）と呼ばれる。

## ヒステリシス特性
強誘電体と呼ばれる特定の誘電体では、外部から十分な強度の電界が加えられると自発分極が向きを変え、電界の方向にそって並び、全ての自発分極の方向が揃えば飽和してしまい、より強い電界が加えられてもそれ以上は変化しない。内部の双極子は隣接するもの同士が互いにプラスとマイナスを打ち消しあうが、強誘電体の両端面には電荷が現れる。この電荷は「分極電荷」と呼ばれ、この自発分極の配列は外部電界が無くなっても持続するため両端面の分極電荷も残る。この効果は加えられる外部電界の強度に応じたヒステリシス特性を持つ。

## 圧電性
圧電体と呼ばれる特定の誘電体の結晶では、外部から加えられる交流的な振動や強い衝撃によって双極子の持つ分極に変化が加わり、空間電荷がこれを補正するまでの短時間だけ外部結晶表面に比較的高い電圧が生じる。この性質とその効果は「圧電性」や「圧電効果」と呼ばれる。圧電性は可逆的であり、圧電体の結晶は電圧、つまり外部から加えられる電界に応じて変形する。この逆の効果は「逆圧電効果」と呼ばれる。

## 撓電性
撓電性とは曲げによって生成されるようなひずみ勾配に応答して分極する特性であり、この特性は全ての誘電体材料で見られる。